# ROWE
ROWE, acronimo di Results-Only Work Environment (I risultati sono l'unico scopo del lavoro), è una strategia di gestione del lavoro sviluppata dall'azienda statunitense Best Buy.
La politica differisce da altre in quanto il lavoro è giudicato da ciò che viene prodotto piuttosto che dalle ore di lavoro effettive. Il lavoratore stesso può definire il proprio piano di lavoro e decidere quando e per quanto tempo fermarsi.
ROWE è una trasformazione forte e culturale che pervade gli atteggiamenti e lo stile di funzionamento di un intero posto di lavoro, livellando il campo da gioco e dando alla gente l'autonomia completa - fino al completamento del lavoro.